# Manuel de Torres y Martínez
Manuel de Torres y Martínez (La Unión, 25 de gener - Almoradí 29 de setembre de 1960) fou un jurista espanyol, acadèmic de la Reial Acadèmia de Ciències Morals i Polítiques.
Estudià el batxillerat a Oriola i es llicencià en dret a la Universitat de València el 1925. El 1927 es doctorà en lleis a la Universitat de Bolonya i el 1931 va obtenir el títol de perit mercantil. Del 1927 al 1939 fou professor auxiliar de dret de la Universitat de València. Va ser professor d'economia de l'Escola Social de València fins al 1936.
Del 1930 al 1936 va militar a la Dreta Regional Valenciana i va dirigir el Diario de Valencia. Atès que el diari no va condemnar el cop d'estat del 18 de juliol l'agost de 1936 fou tancat a la presó Model de València. Alliberat l'octubre del 1936, va viure amagat fins a maig del 1937, quan fou detingut un altre cop quan intentava passar a la zona nacional. Fou internat fins al final de la guerra a la presó de Sant Miquel dels Reis i al camp de concentració d'Albatera.
Després de la guerra civil espanyola es va afiliar al Movimiento Nacional i fou catedràtic de dret polític de la Universitat de València, i el 1942 d'economia pública a la mateixa universitat. El setembre del 1940 Franco el va nomenar Conseller d'Economia Nacional. En 1944 va obtenir la càtedra de teoria econòmica a la Universitat de Madrid, i el 1951 fou nomenat degà de la Facultat de Ciències Polítiques i Econòmiques d'aquesta universitat. El 1952 va ingressar a la Reial Acadèmia de Ciències Morals i Polítiques. També va ser president de la secció de política econòmica de l'Instituto de Estudios Políticos, director de la revista Economía Política, i el 1956 representant de la Reial Acadèmia de Ciències Morals i Polítiques en l'Institut Sancho Montcada del CSIC, del que n'arribà a ser director.
Va ser un dels introductors del keynesianisme a Espanya. Les seves idees sobre política econòmica eren orientades a buscar una major productivitat i es completaven amb observacions sobre el sistema fiscal. Van ser importants els seus treballs sobre la dimensió òptima de l'explotació. A partir del 1954 va dirigir l'elaboració de la comptabilitat nacional d'Espanya i va col·laborar en la creació de les primeres taules input-output de l'economia espanyola.
Va morir sobtadament d'un accident vascular cerebral el 29 de setembre de 1960 a la seva finca La Consolació, d'Almoradí, on hi passava les vacances d'estiu.

## Obra
- Teoría general del multiplicador (1943)
- Teoría de la política social (1954)
- El problema triguero y otras cuestiones fundamentales de la agricultura española (1944)
- La naranja en la economía española (1950)
- Juicio de la actual política económica española (1956)
- Teoría y práctica de la política económica (1955)
- España ante el mercado común europeo (1959).